# 里奥拉
里奥拉，是西班牙巴伦西亚自治区巴伦西亚省的一个市镇。总面积6平方公里，总人口1591人（2001年），人口密度265人/平方公里。